# Sophos
Sophos este un dezvoltator și furnizor de securitate hardware și software, inclusiv antivirus, anti-spyware, anti-spam și de control de acces la rețea pentru desktop-uri, servere, sisteme de e-mail și alte gateway-uri de rețea.

## Produse
- Sophos Endpoint Protection
- Sophos UTM
- Sophos Mobile Control
- Sophos Mobile Security
- Sophos SafeGuard Enterprise
- Sophos Email Appliance
- Sophos Web Appliance
- Sophos PureMessage

## Vezi și
- Listă de companii dezvoltatoare de produse software antivirus comerciale

1. ↑   https://www.sophos.com/en-us/company/management/kris-hagerman Lipsește sau este vid: |title= (ajutor)